# Metropolitano de Roma
A Metropolitana di Roma é a rede metroviária de Roma, composta de três linhas (A,B e C) num traçado total de 60 quilômetros e mais duas linhas de trens suburbanos e uma linha metrotranviária (bonde ou carro eléctrico).
O primeiro metrô de Roma foi projetado e iniciado nos anos 30 durante o governo fascista, com o objetivo de oferecer um ligação rápida entre a Estação Termini, situada no centro da cidade, e o novo bairro denominado E42, onde se realizaria a Exposição Universal de 1942. A manifestação nunca aconteceu por causa da Segunda Guerra Mundial e no momento da interrupção das obras já haviam sido realizados alguns túneis (no trecho entre as atuais estações Termini e Piramide) que foram utilizados como refúgios anti-aéreos.
As obras foram retomadas em 1948 e a primeira linha foi inaugurada em 10 de fevereiro de 1955.
Em 1980, foi inaugurada a segunda linha entre as estações Anagnina e Ottaviano que passou a se chamar linha A enquanto a linha mais antiga linha B. Em 1990 a linha B chegou até Rebibbia. Entre 1999 e 2000, entrou em operação a extensão da linha A da estação Ottaviano para a estação Battistini.

## Linhas
| Linha | Terminais                             | Inauguração | Estações |
| ----- | ------------------------------------- | ----------- | -------- |
| A     | Battistini ↔ Anagnina                 | 1980        | 27       |
| B     | Laurentina ↔ Rebibbia                 | 1955        | 26       |
| C     | Monte Compatri-Pantano ↔ San Giovanni | 2014        | 22       |

### Linha A
A Linha A, inaugurada em Fevereiro de 1980 pelo presidente da câmara alta, Luigi Petroselli, cruza a cidade obliquamente de noroeste para sudeste. Conta com, em 2007, 27 estações com o seu início/fim em Battistini (em Boccea) e Anagnina (em Osteria del Curato). A cor de reconhecimento desta linha é a laranja.
As suas estações são: Battistini, Cornelia, Baldo degli Ubaldi, Valle Aurelia, Cipro-Musei Vaticani, Ottaviano-San Pietro, Lepanto, Flaminio-Piazza del Popolo, Spagna, Barberini - Fontana di Trevi, Repubblica-Teatro dell’Opera, Termini, Vittorio Emanuele, Manzoni, San Giovanni, Re di Roma, Ponte Lungo, Furio Camillo, Colli Albani-Parco Appia Antica, Arco di Travertino, Porta Furba-Quadraro, Numidio Quadrato, Lucio Sestio, Giulio Agrícola, Subaugusta, Cinecittà e Anagnina.

### Linha B
A Linha B cruza a cidade de Roma de Nordeste para Sul, contando como inicio/fim as estações de Rebibbia (próximo do recinto penitenciário com o mesmo nome) e  Laurentina (situada a leste do distrito de EUR). Conta com um total de 26 estações. A cor de reconhecimento desta linha, é azul.
As suas estações são: Rebibbia, Ponte Mammolo, Santa Maria del Soccorso, Pietralata, Monti Tiburtini, Quintiliani, Tiburtina, Bologna, Policlinico, Castro Pretorio, Termini, Cavour, Colosseo, Circo Massimo, Piramide, Garbatella, Basilica San Paolo, Marconi, EUR Magliana, EUR Palasport, EUR Fermi e Laurentina.

### Linha C
Linha C do metro de Roma está a ser construída em 2024 apesar dos atrasos decorrentes da descoberta de muitos achados arqueológicos.
A construção, iniciada em 2006, tem sido significativamente atrasada pela descoberta contínua de artefactos arqueológicos de valor inestimável, que exigem esforços delicados de escavação e preservação.
Inicialmente prevista para estar concluída em 2000, o calendário foi significativamente alargado, com novas estimativas que indicam uma possível conclusão em 2035. Os atrasos contínuos e as complexidades técnicas fizeram aumentar o custo total do projeto para mais de sete mil milhões de euros.

## Museu Ferroviário
O Museu Ferroviário Met.Ro. Roma Porta San Paolo é um museu de Roma dedicado aos transportes ferroviários de Roma e aos que "atuam" à sua volta.
Encontra-se na estação Porta San Paolo da linha ferroviária de Roma - Lido.

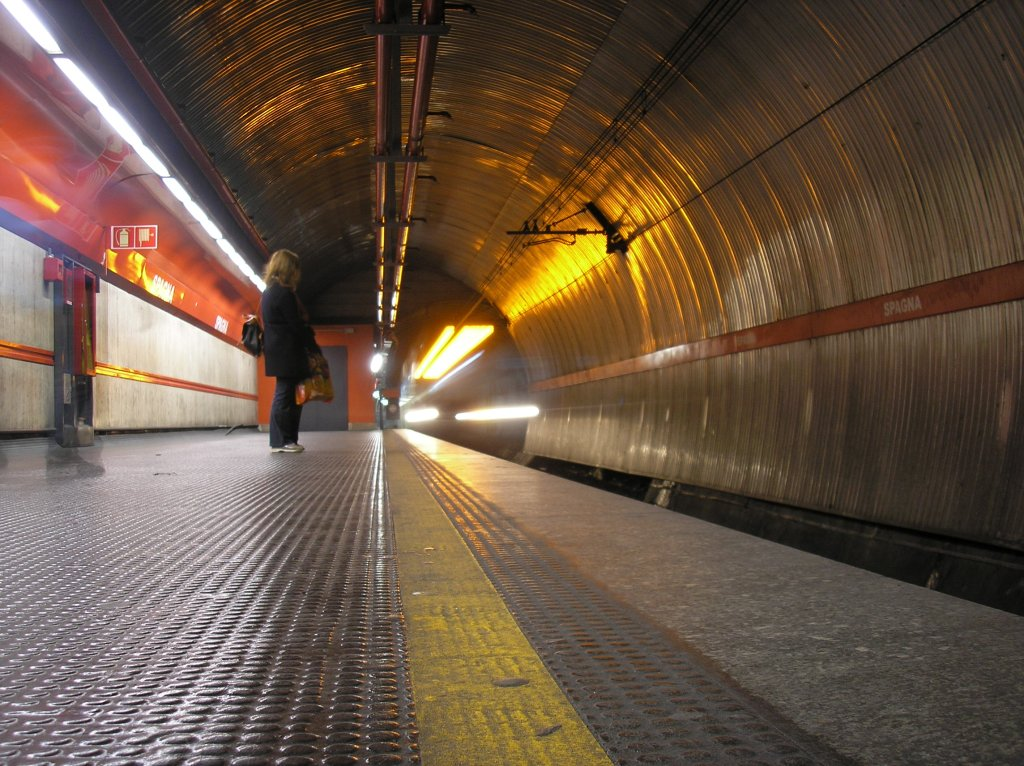
Estação do Metrô de Roma
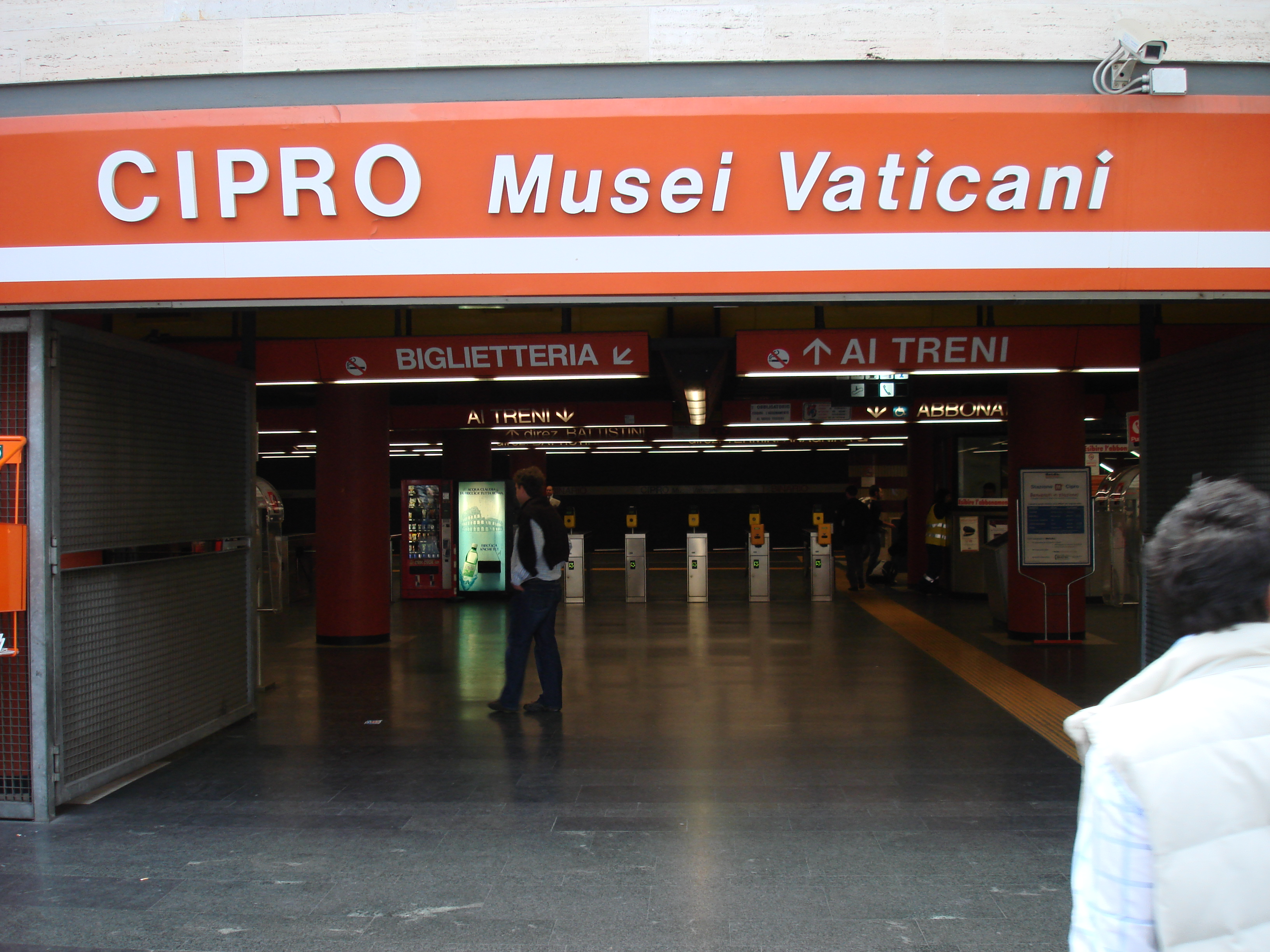
Entrada de uma estação do Metrô de Roma
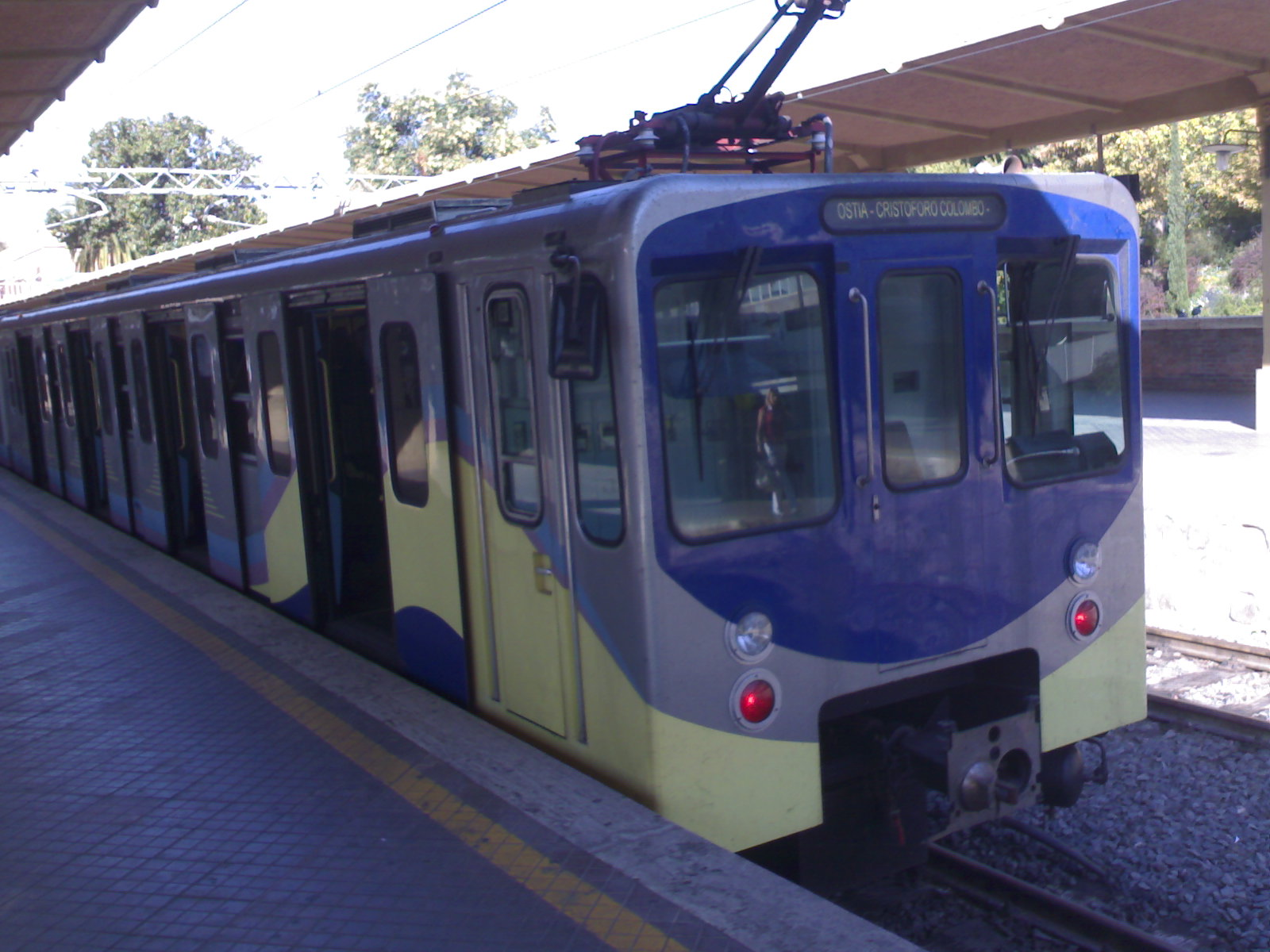
Carruagem do Metrô de Roma
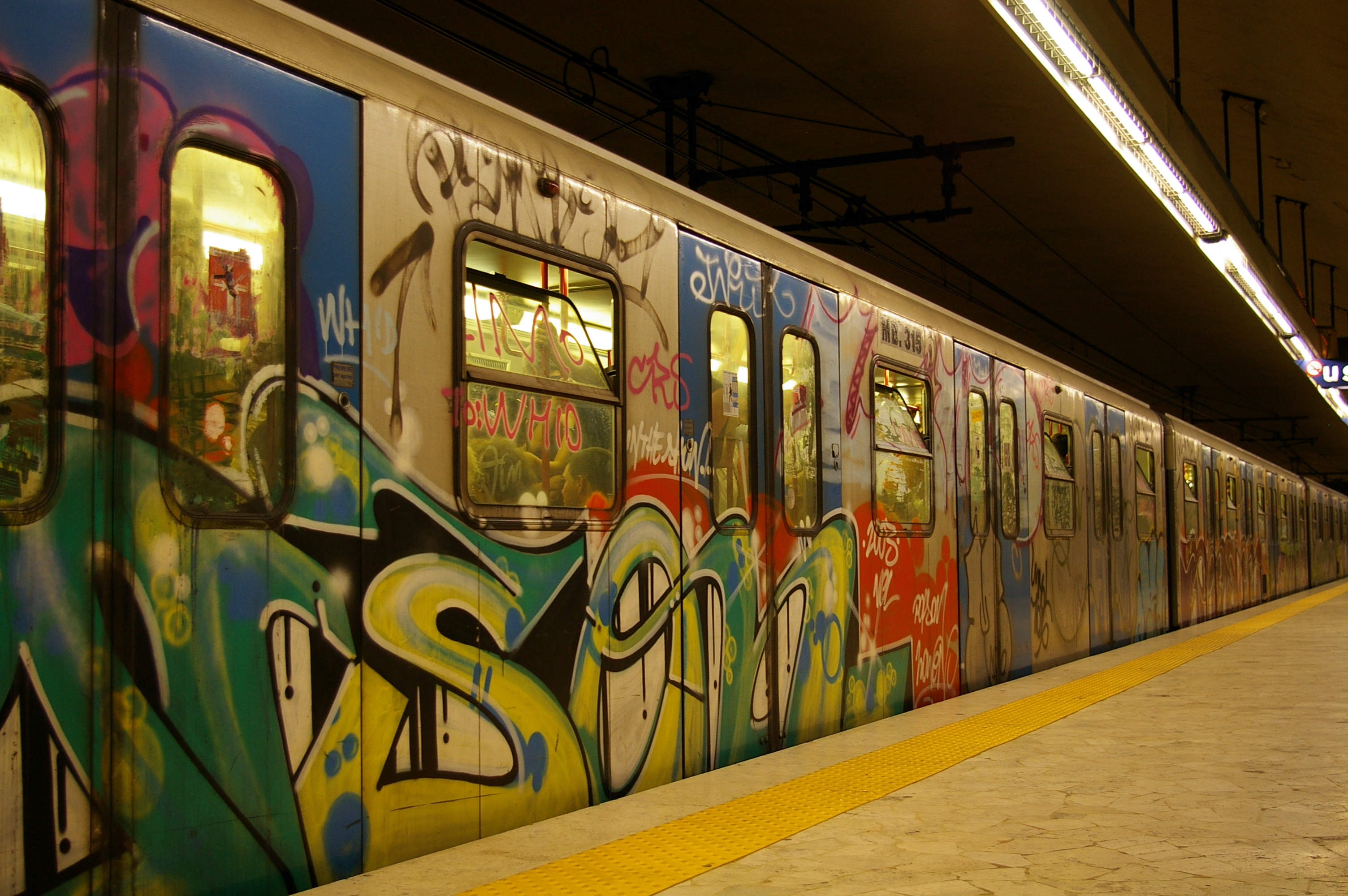
Uma carruagem do Metrô de Roma, com grafito

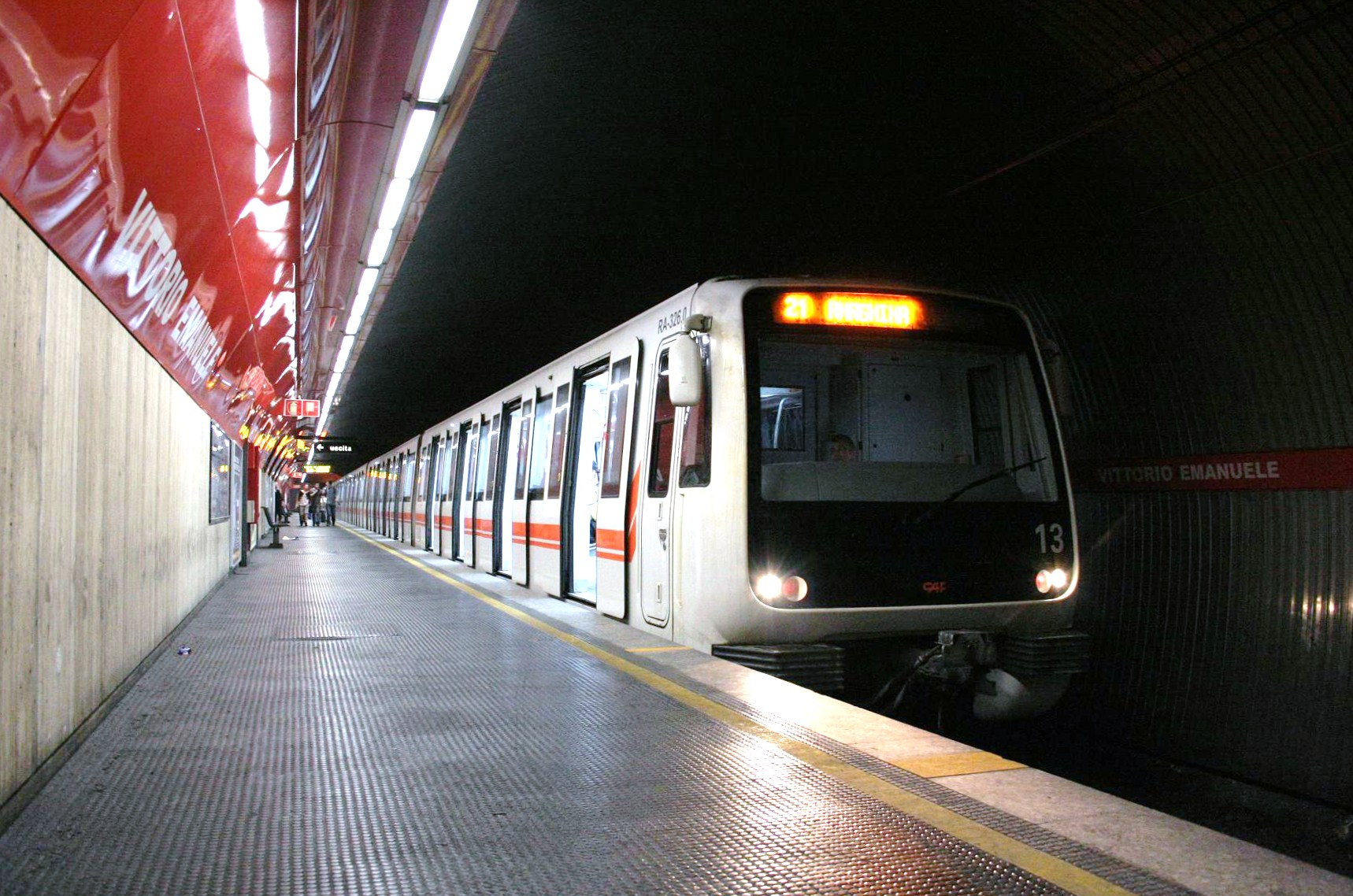
Carruagem a partir de uma estação do Metrô de Roma
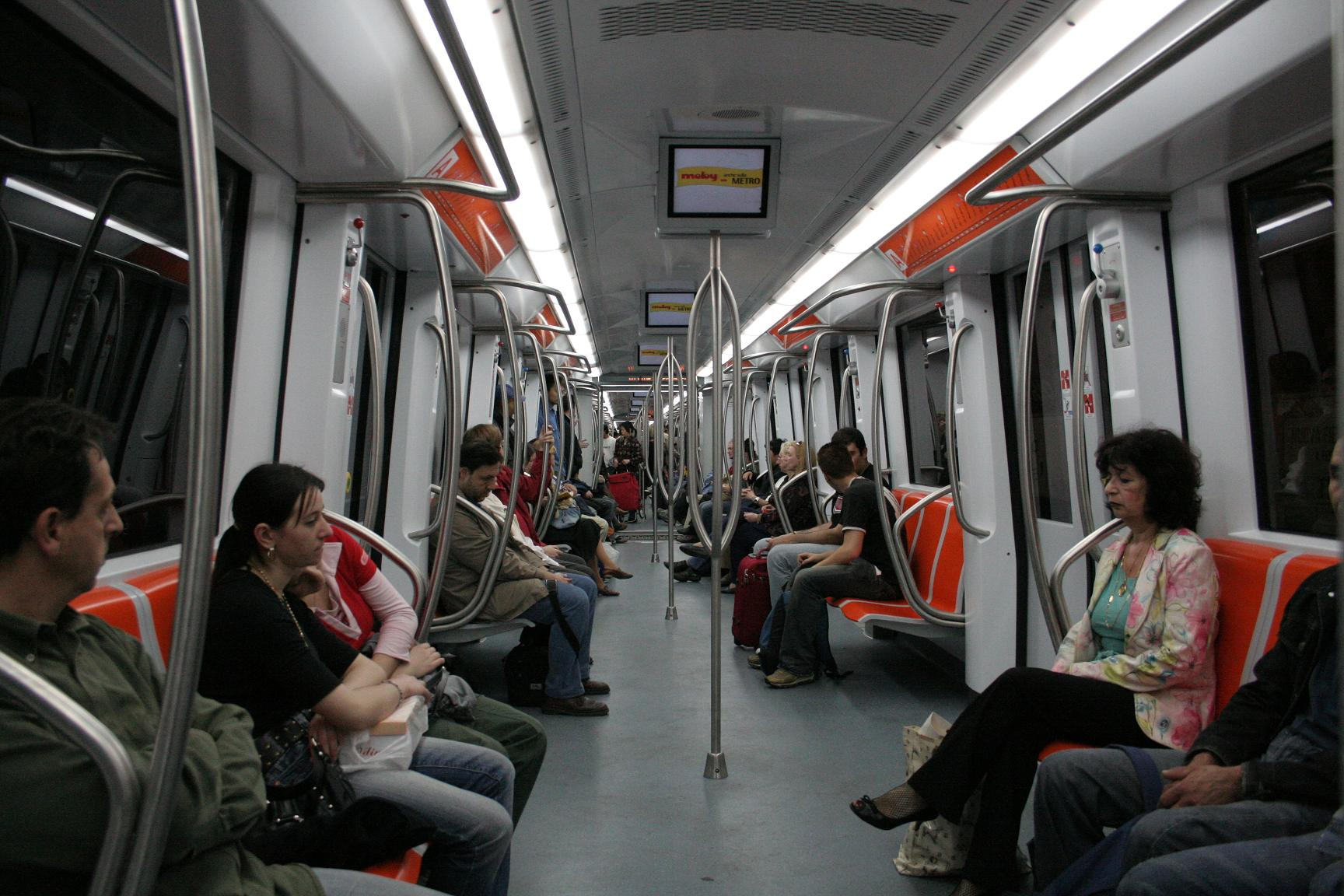
Interior de uma carruagem do Metrô de Roma